# 3D XPoint

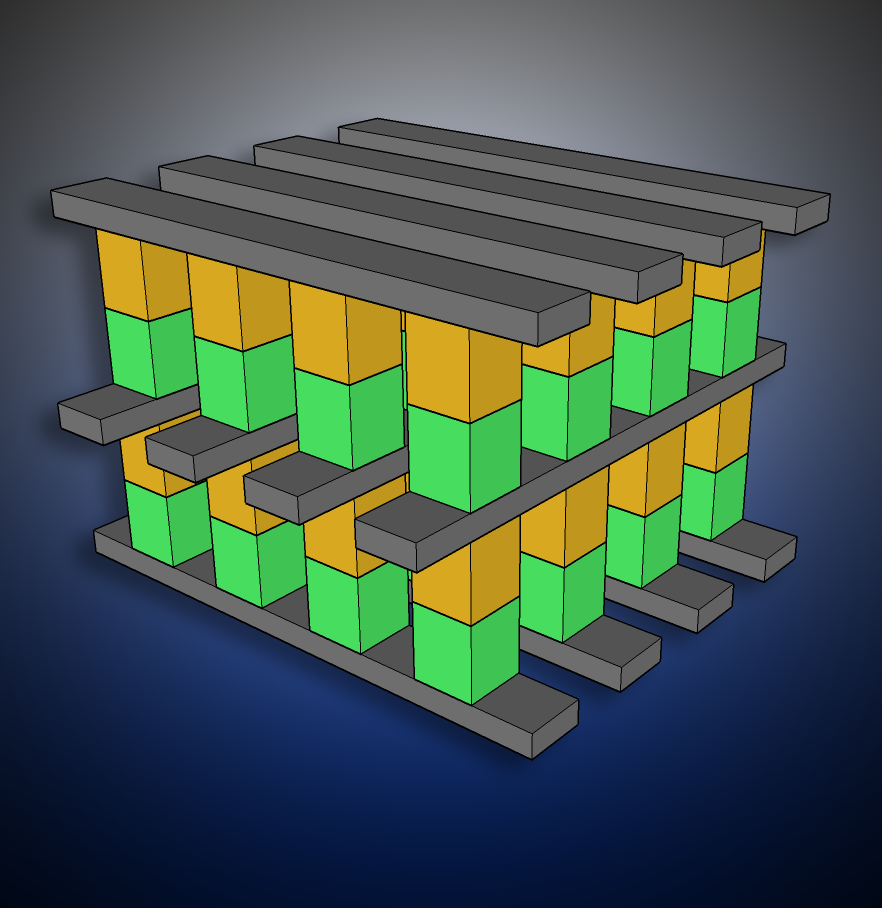
Diagrama de la tecnología 3D XPoint.

3D XPoint (pronunciado con three dee cross point) es una tecnología de memoria no volátil (NVM) desarrollada conjuntamente por Intel y  Micron. Se anunció en julio de 2015 y está disponible en el mercado abierto con los nombres de marca Optane (Intel) y, posteriormente, QuantX (Micron) desde abril de 2017. El almacenamiento de bits se basa en un cambio de resistencia en masa, junto con una matriz de acceso a datos de cuadrícula cruzada apilable. Los precios iniciales son menores que la memoria dinámica de acceso aleatorio (DRAM), pero mayores que la memoria flash NAND.
Como una memoria no volátil, 3DXPoint tiene una serie de características que la distinguen de otras RAM y NVRAM actualmente disponibles. Aunque las primeras generaciones de 3D XPoint no fueron especialmente grandes o rápidas, a partir de 2019 se utiliza 3D XPoint para crear algunos de los SSD más rápidos disponibles, con una latencia de escritura pequeña (el tipo de tarea más difícil para la mayoría de los SSD) es un orden de magnitud más rápido que cualquier SSD empresarial anterior. Como la memoria es intrínsecamente rápida y direccionable por bytes, no se necesitan técnicas tales como lectura-modificación-escritura y almacenamiento en caché que se utilizan para mejorar las SSD tradicionales para obtener un alto rendimiento. Además, los conjuntos de chips como Cascade Lake están diseñados con soporte incorporado para 3D XPoint, que permiten su uso como un disco de almacenamiento en caché o de aceleración, y también son lo suficientemente rápidos para ser utilizados como RAM no volátil (NVRAM) en un paquete DIMM.
A pesar de la tibia recepción inicial cuando se lanzó por primera vez, 3D XPoint, particularmente en la forma de la gama Optane de Intel, ha sido altamente aclamado y ampliamente recomendado para tareas donde sus características específicas son valiosas, con revisores como Storage Review que concluyeron en agosto de 2018 que para con cargas de trabajo de baja latencia, 3D XPoint estaba produciendo 500.000 IOPS sostenidas 4K para lecturas y escrituras, con latencias de 3 a 15 microsegundos, y que en la actualidad "no hay nada [más] que se acerque", mientras que Tom's Hardware describió El Optane 900p en diciembre de 2017 es como una "criatura mítica" que se debe ver para creer, y que duplicó la velocidad de los mejores dispositivos de consumo anteriores. En 2017, ServeTheHome llegó a la conclusión de que en las pruebas de lectura, escritura y mezcla, las unidades SSD de Optane eran aproximadamente 2,5 veces más rápidas que las mejores unidades SSD del centro de datos de Intel que las habían precedido, la P3700 NVMe. AnandTech observó que los SSD basados en Optane para el consumidor eran similares en rendimiento a los mejores SSD que no son 3D-XPoint para transferencias grandes, y que ambos están "arrebatados" por el gran rendimiento de transferencia de los SSD Optane empresariales.

## Historia

### Desarrollo
El desarrollo de 3D XPoint comenzó alrededor de 2012. Intel y Micron habían desarrollado otras tecnologías de memoria de cambio de fase no volátil (PCM) anteriormente; Mark Durcan de Micron dijo que la arquitectura 3D XPoint difiere de las ofertas anteriores de PCM, y utiliza materiales calcogenuros tanto para el selector como para el almacenamiento de las partes de la celda de memoria que son más rápidos y más estables que los materiales tradicionales de PCM como GST . Pero hoy en día, se considera como un subconjunto de ReRAM.
Para 2015, Intel y Micron no habían dado todos los detalles de la tecnología, aunque aparentemente la tecnología no se basa en electrones. Se ha declarado que 3D XPoint usa resistencia eléctrica y es direccionable a bits. Se han observado similitudes con la memoria de acceso aleatorio resistiva en desarrollo por Crossbar Inc., pero XPoint 3D utiliza diferentes físicas de almacenamiento. Los desarrolladores de 3D XPoint indican que se basa en cambios en la resistencia del material a granel. El CEO de Intel, Brian Krzanich, respondió a las preguntas en curso sobre el material de XPoint en el sentido de que el cambio se basó en "propiedades de material en masa". Intel ha declarado que 3D XPoint no utiliza una tecnología de cambio de fase o memristor, aunque esto es cuestionado por revisores independientes.
Las celdas de datos individuales no necesitan un transistor, por lo que la densidad de empaquetamiento será cuatro veces mayor que la de DRAM.
Los informes de los medios comentan que, a partir de abril de 2016, ningún otro proveedor había desarrollado una memoria RAM de trabajo o una tecnología de memoria de cambio de fase que muestreara y se ajustara al rendimiento y la resistencia de 3D XPoint.

### Producción inicial
A mediados de 2015, Intel anunció la marca Optane para productos de almacenamiento basados en tecnología 3D XPoint. Micron (que utiliza la marca QuantX) estimó que la memoria se vendería a la mitad del precio de la memoria de acceso aleatorio dinámico (DRAM), pero de cuatro a cinco veces el precio de la memoria flash. Inicialmente, una instalación de fabricación de obleas en Lehi, Utah, operada por IM Flash Technologies LLC (una empresa conjunta de Intel-Micron) produjo pequeñas cantidades de chips de 128 Gbit en 2015. Apilan dos aviones de 64 Gbit. A principios de 2016 se esperaba la producción en masa de los chips en 12 a 18 meses.
A principios de 2016, IM Flash anunció que la primera generación de unidades de estado sólido alcanzaría un rendimiento de 95000 IOPS con una latencia de 9 microsegundos. Esta baja latencia aumenta significativamente los IOPS a bajas profundidades de cola para operaciones aleatorias. En el Intel Developer Forum 2016, Intel demostró que las placas de desarrollo PCI Express (PCIe) de 140 GB muestran una mejora de 2.4-3× en los puntos de referencia en comparación con las unidades de estado sólido (SSD)  NAND de PCIe, un rendimiento mucho menor que el estimado del año anterior. El 19 de marzo de 2017, Intel anunció su primer producto: una tarjeta PCIe disponible en la segunda mitad de 2017.

## Compatibilidad

### Intel
Intel distingue entre "Intel Optane Memory" e "Intel Optane SSDs". Como componente de memoria, Optane requiere un conjunto de chips específico y soporte de CPU. Como SSD normal, Optane es ampliamente compatible con una amplia gama de sistemas, y sus requisitos principales son muy parecidos a cualquier otro SSD: capacidad para conectarse al hardware, sistema operativo, BIOS/UEFI y soporte de controladores para NVMe, y adecuado enfriamiento.
- Como un SSD normal: los dispositivos Optane se pueden usar como el elemento de almacenamiento de una unidad de estado sólido (SSD), generalmente en formato de tarjeta M.2, formato NVMe PCI Express o formato independiente U.2. Cuando Optane se usa como un SSD normal (en cualquiera de estos formatos), sus requisitos de compatibilidad son los mismos que para cualquier SSD tradicional. Por lo tanto, la compatibilidad depende solo de si el hardware, el sistema operativo y los controladores pueden soportar NVMe y SSD similares. Los SSD de Optane son, por lo tanto, compatibles con una amplia gama de chipsets y CPU más antiguos y más nuevos (incluidos los chipsets y CPU que no son Intel).
- Como dispositivo de aceleración de memoria: los dispositivos Optane también se pueden usar como NVDIMM (memoria principal no volátil) o para ciertos tipos de funciones de caché o aceleración, pero a diferencia de las funciones generales de SSD, esto requiere un hardware más nuevo, ya que el chipset y la placa base debe estar diseñado para trabajar específicamente con Optane en esos roles.